# Trofeo Ciudad de Linares
El Trofeo Ciudad de Linares es un torneo de baloncesto organizado por el Club Baloncesto Linares desde 2010. 

## Participación
En el torneo participan cuatro equipos de categoría junior; el equipo local (Club Baloncesto Linares), el Unicaja de Málaga y otros dos invitados que siempre varían.

## Sistema de competición
Al igual que el número de equipos, habrá cuatro partidos en torneo. 

## Ediciones
| Edición | Año               |     | Campeón      | Resultado |     | Subcampeón           |     | Tercero              | Resultado |     | Cuarto            |
| ------- | ----------------- | --- | ------------ | --------- | --- | -------------------- | --- | -------------------- | --------- | --- | ----------------- |
| I       | 2010              | MLG | Unicaja S.D. | 74-71     | BCN | F.C. Barcelona Regal | SEV | Cajasol de Sevilla   | 98-42     | JAE | C.B. Linares      |
| II      | 2011              | MLG | Unicaja S.D. | 66-58     | MAD | Real Madrid C. F.    | BCN | F.C. Barcelona Regal | 73-43     | JAE | C.B. Linares      |
| III     | 2012              | MLG | Unicaja S.D. | 81-80     | SEV | Cajasol Banca Cívica | BCN | F.C. Barcelona Regal | 91-66     | JAE | C.B. Linares      |
| IV      | 2013 Ver detalles | MLG | Unicaja S.D. | 72-69     | BCN | FIATC Joventut       | MAD | Asefa Estudiantes    | 107-53    | JAE | C.B. Linares      |
| V       | 2014 Ver detalles | MLG | Unicaja S.D. | 88-84     | SEV | Cajasol Sevilla      | BCN | F.C. Barcelona       | 80-60     | LPA | C.B. Gran Canaria |
| VI      | 2015              |     |              |           |     |                      |     |                      |           |     |                   |

## Palmarés
| Posición | Equipo            | Campeonatos                       | Subcampeonatos  | Tercero               | Cuarto                      |
| -------- | ----------------- | --------------------------------- | --------------- | --------------------- | --------------------------- |
| 1        | Unicaja S.D.      | 5 (2010, 2011, 2012, 2013 y 2014) |                 |                       |                             |
| 2        | CDB Sevilla       |                                   | 2 (2012 y 2014) | 1 (2010)              |                             |
| 3        | F.C. Barcelona    |                                   | 1 (2010)        | 3 (2011, 2012 y 2013) |                             |
| 4        | FIATC Joventut    |                                   | 1 (2013)        |                       |                             |
| 5        | Real Madrid C. F. |                                   | 1 (2011)        |                       |                             |
| 6        | Asefa Estudiantes |                                   |                 | 1 (2013)              |                             |
| 7        | C.B. Linares      |                                   |                 |                       | 4 (2010, 2011, 2012 y 2013) |
| 8        | C.B. Gran Canaria |                                   |                 |                       | 1 (2014)                    |

## Participaciones
| Posición | Equipo                   | Participaciones                         |
| -------- | ------------------------ | --------------------------------------- |
| 1        | Unicaja S.D.             | 6 (2010, 2011, 2012, 2013, 2014 y 2015) |
| 2        | C.B. Linares             | 4 (2010, 2011, 2012 y 2013)             |
| 3        | F.C. Barcelona           | 4 (2010, 2011, 2012 y 2014)             |
| 4        | CDB Sevilla              | 4 (2010, 2012, 2014 y 2015)             |
| 5        | Movistar Estudiantes     | 2 (2013 y 2015)                         |
| 6        | Real Canoe Natación Club | 1 (2015)                                |
| 7        | C.B. Gran Canaria        | 1 (2014)                                |
| 8        | FIATC Joventut           | 1 (2013)                                |
| 9        | Real Madrid C. F.        | 1 (2011)                                |

## Jugadores destacados
- Juan Alberto Hernangómez (Asefa Estudiantes)
- Guillermo Hernangómez (Real Madrid C. F.)
- Jorge Sanz (Real Madrid C. F.)
- Alberto Díaz Ortiz (Unicaja S.D.)
- Oriol Paulí (F.C. Barcelona Regal)
- Domantas Sabonis (Unicaja S.D.)
- Kristaps Porziņģis (Cajasol)
- Beka Burjanadze (Cajasol)
- Dani Díez (Real Madrid C. F.)
- Alexander Zhigulin (F.C. Barcelona)
- Nick Spires (F.C. Barcelona)
- David Iriarte (FIATC Joventut)
- Luka Antic (Unicaja S.D.)

- Datos: Q16642866